# Gyümölcslé

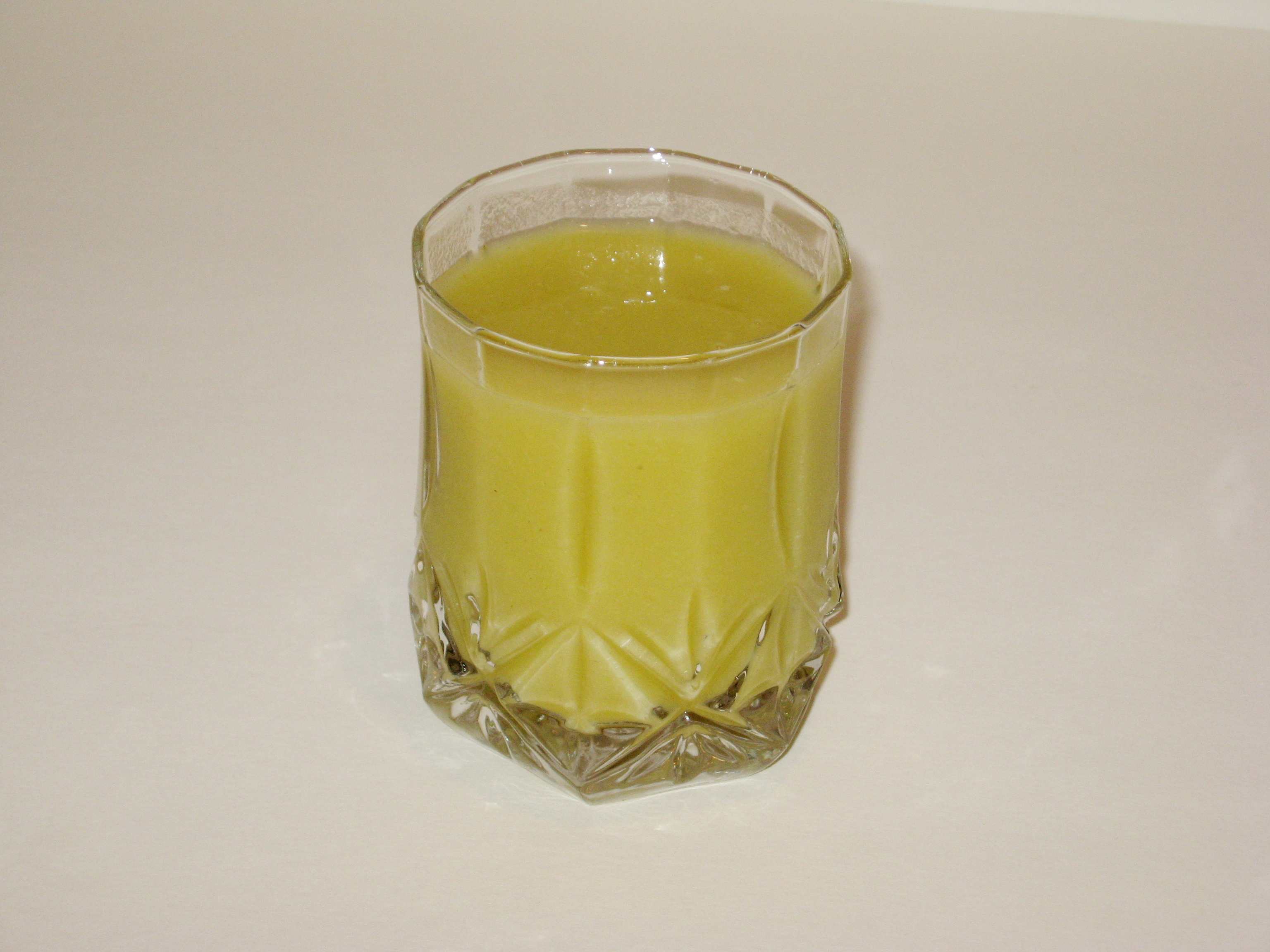
Kivilé

A gyümölcslé a friss gyümölcsök adaléktól mentes leve, míg köznapi értelemben a gyümölcstartalmú italok összefoglaló neve.
Ezen belül megkülönböztetünk különböző kategóriákat; a gyümölcstartalom százalékában:
- 100% gyümölcshányadú a must (ennek szűrt vagy derített és csírátlanított változata az ún. „folyékony gyümölcs”[1])
- minimum 25% (alma és körte esetén 45%) a gyümölcsnektár,
- majd 12% minimum gyümölcshányadig gyümölcsital,
- az annál kevesebb gyümölcshányad felhasználásával gyártott késztermék pedig az üdítőital,
  - ezen belül „gyümölcsalapú ízesített üdítőital” az, ami minimum 5% gyümölcslevet tartalmaz.

Ezenkívül széndioxid-tartalmuk alapján, illetve hogy szűrt vagy rostos, különböztetjük meg a gyümölcsleveket.

## Gyümölcslevekről általában
A gyümölcslevek minél magasabb minőségéhez és élvezeti értékéhez fontos, hogy minél jobban megőrizzék a gyümölcsök ízét, zamatát és vitamintartalmát. Ezek aránya a teljes érettség állapotban feldolgozott terméseknél a legkedvezőbb.
A lékészítés főbb műveletei: válogatás, mosás-tisztítás, zúzás-reszelés-aprítás (lágyabb húsú gyümölcsöknél kihagyható), préselés-pihentetés-áttörés, létisztítás (egyes esetekben elhagyható) és tartósítás (nem azonnali fogyasztás esetén). Sok gyümölcslé nem alkalmas közvetlen fogyasztásra, ezek úgynevezett féltermékek, melyek további kezelést igényelnek, mint például hígítás a szörpök esetén.
A gyümölcslé egyes esetekben zavarosító anyagaitól megtisztítva, máskor azokkal együttesen kerül eltartásra, majd felhasználásra.

## A folyékony gyümölcs
A folyékony gyümölcs fogyasztásakor eleinte a vitamingazdagságot helyezték előtérbe, később felismerték, hogy csaknem ugyanakkora értéket képviselnek egyéb alkotórészei is. Ezek közül elsősorban a bázisos ásványi anyagok és a közvetlenül megemészthető gyümölcscukrok jöhetnek számításba. Gyümölcscukor-tartalma miatt súlyos betegségek esetén is adható, mert könnyen emészthető, azonnal felszívódik a szervezetbe, és ezáltal erőt ad. Emellett jelentős étvágygerjesztő hatása is van. Gyümölcsnemek szerint más-más alakban és mennyiségben van jelen benne valamilyen szerves sav. Leggyakrabban az alma-, a citrom- és a borkősav fordul elő, nyomokban pedig az oxál-, a hangya-, a benzoe- és a szalicilsav is. Az egyes szerves savaktól származik a folyékony gyümölcsök kellemes íze, üdítő, friss hatása. Nagy cukortartalma miatt az egyik legjobb ital a fejlődő gyermeki szervezetnek, de élvezetes és felüdülést nyújt a felnőttek számára is. "Kiegészítő táplálék"-nak is rendkívül alkalmas. Nagy cukortartalom mellett tápértéke eléri a tejét, közepes mellett a teljes tej tápértékének 2/3-át. Főleg gyermekek és fiatalok étrendjéből nem hiányozhat. Ízletessége és aromája folytán üdítőitalként is élvezhető.

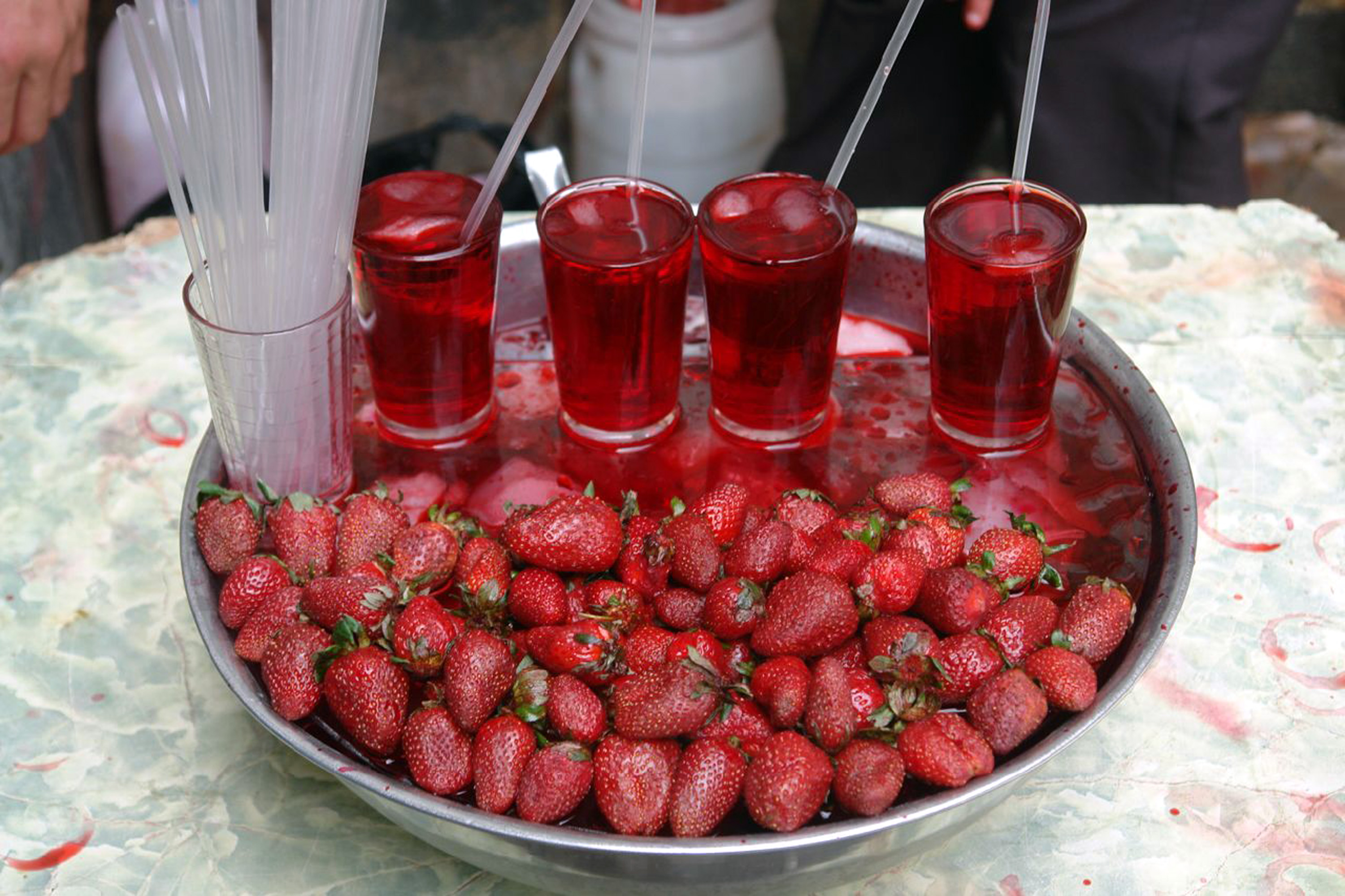
Hűtött, frissen-facsart eperlé

Legnagyobb mennyiségben az alma, szőlő, meggy, szamóca, ribiszke, málna, körte, birs és a szeder gyümölcsét használják fel a folyékony gyümölcs előállítására. Készül továbbá kajszibarackból, őszibarackból és csipkebogyóból is. A vadon termő gyümölcsök – a berkenye, som, kökény, sóskaborbolya, galagonya és bodza – levét inkább csak ízesítésre, festésre, keverésre használják. Egyes helyeken a szilva levét, sőt az aszalt szilva levét is feldolgozzák, kedvező, emésztést szabályozó hatása miatt.
A lényerés legfontosabb állomásai a már tárgyalt válogatás, mosás, zúzás és sajtolás. A folyékony gyümölcs előállításakor különösen fontos a gondos válogatás, mert a romlásnak indult, rothadó, penészes, erjedésben levő gyümölcs nemcsak a további feldolgozást, hanem az eltarthatóságot is súlyosan veszélyezteti. Kevésbé zúzódott, frissen ütődött gyümölcs, ha még nem indult romlásnak, még feldolgozható. A mosás, zúzás, sajtolás munkálatai minden gyümölcslé készítésénél egyformák. A feldolgozás során nagyon fontos a gyorsaság, hogy a fertőzési lehetőségek kisebbek legyenek. Minden tevékenység azt a célt szolgálja, hogy az előkészítő munkák során kapott gyümölcslevet változatlan állapotban megőrizzük.